# Chotoviny
Chotoviny (en allemand : Chotowin) est une commune du district de Tábor, dans la région de Bohême-du-Sud, en Tchéquie. Sa population s'élevait à 1 765 habitants en 2020.

## Géographie
Chotoviny se trouve à 8 km au nord de Tábor, à 58 km au nord-nord-est de České Budějovice à 69 km au sud-sud-est de Prague.
La commune est limitée par Borotín au nord-ouest, par Sudoměřice u Tábora et Nemyšl au nord, par Jedlany et Ratibořské Hory à l'est, par Tábor, Košín et Radimovice u Tábora au sud et par Radkov à l'ouest.

## Histoire
La première mention écrite du village date de 1266.